# Daniel Phillips
Daniel Phillips (Enfield, 18 gennaio 2001) è un calciatore inglese naturalizzato trinidadiano, centrocampista dello Stevenage e della nazionale trinidadiana.

## Caratteristiche tecniche
È un centrocampista centrale.

## Carriera

### Club
Cresciuto nel settore giovanile del Chelsea, nel 2015 si trasferisce al Watford dove prosegue il proprio percorso formativo; nel 2019 viene ceduto in prestito all'Hemel H. Town in sesta divisione dove gioca 5 incontri di campionato.
L'11 settembre 2020 debutta fra i professionisti i minuti finali dell'incontro di Championship vinto 1-0 contro il Middlesbrough.

### Nazionale
Nel 2021 debutta con la nazionale trinidadiana giocando l'incontro di qualificazione per il campionato mondiale di calcio 2022 vinto 3-0 contro la Guyana.
Nel 2025 partecipa alla CONCACAF Gold Cup.

## Statistiche
Statistiche aggiornate al 26 marzo 2021.

### Presenze e reti nei club
| Stagione        | Squadra         | Campionato      | Campionato | Campionato | Coppe nazionali | Coppe nazionali | Coppe nazionali | Coppe continentali | Coppe continentali | Coppe continentali | Altre coppe | Altre coppe | Altre coppe | Totale | Totale | Totale |
| Stagione        | Squadra         | Comp            | Pres       | Reti       | Comp            | Pres            | Reti            | Comp               | Pres               | Reti               | Comp        | Pres        | Reti        | Pres   | Reti   |        |
| --------------- | --------------- | --------------- | ---------- | ---------- | --------------- | --------------- | --------------- | ------------------ | ------------------ | ------------------ | ----------- | ----------- | ----------- | ------ | ------ | ------ |
| 2020-2021       | Watford         | FLC             | 2          | 0          | FACup+CdL       | 1+2             | 0               |                    | -                  | -                  |             | -           | -           | 5      | 0      |        |
| Totale carriera | Totale carriera | Totale carriera | 2          | 0          |                 | 3               | 0               |                    | -                  | -                  |             | -           | -           | 5      | 0      |        |

### Cronologia presenze e reti in nazionale
| Cronologia completa delle presenze e delle reti in nazionale ― Trinidad e Tobago | Cronologia completa delle presenze e delle reti in nazionale ― Trinidad e Tobago | Cronologia completa delle presenze e delle reti in nazionale ― Trinidad e Tobago | Cronologia completa delle presenze e delle reti in nazionale ― Trinidad e Tobago | Cronologia completa delle presenze e delle reti in nazionale ― Trinidad e Tobago | Cronologia completa delle presenze e delle reti in nazionale ― Trinidad e Tobago | Cronologia completa delle presenze e delle reti in nazionale ― Trinidad e Tobago | Cronologia completa delle presenze e delle reti in nazionale ― Trinidad e Tobago |
| Data                                                                             | Città                                                                            | In casa                                                                          | Risultato                                                                        | Ospiti                                                                           | Competizione                                                                     | Reti                                                                             | Note                                                                             |
| -------------------------------------------------------------------------------- | -------------------------------------------------------------------------------- | -------------------------------------------------------------------------------- | -------------------------------------------------------------------------------- | -------------------------------------------------------------------------------- | -------------------------------------------------------------------------------- | -------------------------------------------------------------------------------- | -------------------------------------------------------------------------------- |
| 26-3-2021                                                                        | Cojímar                                                                          | Trinidad e Tobago                                                                | 3 – 0                                                                            | Guyana                                                                           | Qual. Mondiali 2022                                                              | -                                                                                |                                                                                  |
| 28-3-2021                                                                        | Mayagüez                                                                         | Porto Rico                                                                       | 1 – 1                                                                            | Trinidad e Tobago                                                                | Qual. Mondiali 2022                                                              | -                                                                                | 45’                                                                              |
| 5-6-2021                                                                         | Nassau                                                                           | Bahamas                                                                          | 0 – 0                                                                            | Trinidad e Tobago                                                                | Qual. Mondiali 2022                                                              | -                                                                                | 45’                                                                              |
| 4-6-2022                                                                         | Managua                                                                          | Nicaragua                                                                        | 2 – 1                                                                            | Trinidad e Tobago                                                                | CONCACAF Nations League 2022-2023 - 1º turno                                     | -                                                                                | 45’                                                                              |
| 10-6-2022                                                                        | Kingstown                                                                        | Saint Vincent e Grenadine                                                        | 0 – 2                                                                            | Trinidad e Tobago                                                                | CONCACAF Nations League 2022-2023 - 1º turno                                     | -                                                                                | 72’                                                                              |
| 24-3-2023                                                                        | Nassau                                                                           | Bahamas                                                                          | 0 – 3                                                                            | Trinidad e Tobago                                                                | CONCACAF Nations League 2022-2023 - 1º turno                                     | -                                                                                | 62’                                                                              |
| 28-3-2023                                                                        | Bacolet                                                                          | Trinidad e Tobago                                                                | 1 – 1                                                                            | Nicaragua                                                                        | CONCACAF Nations League 2022-2023 - 1º turno                                     | -                                                                                | 58’                                                                              |
| 8-9-2023                                                                         | Port of Spain                                                                    | Trinidad e Tobago                                                                | 1 – 0                                                                            | Antille Olandesi                                                                 | CONCACAF Nations League 2023-2024 - 1º turno                                     | -                                                                                | 56’                                                                              |
| 16-11-2023                                                                       | Austin                                                                           | Stati Uniti                                                                      | 3 – 0                                                                            | Trinidad e Tobago                                                                | CONCACAF Nations League 2023-2024 - Quarti di finale                             | -                                                                                | 66’                                                                              |
| 21-11-2023                                                                       | Port of Spain                                                                    | Trinidad e Tobago                                                                | 2 – 1                                                                            | Stati Uniti                                                                      | CONCACAF Nations League 2023-2024 - Quarti di finale                             | -                                                                                | 77’                                                                              |
| 23-3-2024                                                                        | Frisco                                                                           | Canada                                                                           | 2 – 0                                                                            | Trinidad e Tobago                                                                | CONCACAF Nations League 2023-2024 - Play-off                                     | -                                                                                | 45+1’                                                                            |
| 5-6-2024                                                                         | Port of Spain                                                                    | Trinidad e Tobago                                                                | 2 – 2                                                                            | Grenada                                                                          | Qual. Mondiali 2026                                                              | -                                                                                |                                                                                  |
| 10-9-2024                                                                        | Bacolet                                                                          | Trinidad e Tobago                                                                | 0 – 0                                                                            | Guyana francese                                                                  | CONCACAF Nations League 2024-2025 - 1º turno                                     | -                                                                                | 72’                                                                              |
| 21-3-2025                                                                        | Santiago di Cuba                                                                 | Cuba                                                                             | 1 – 2                                                                            | Trinidad e Tobago                                                                | Qual. Gold Cup 2025                                                              | -                                                                                |                                                                                  |
| 25-3-2025                                                                        | Couva                                                                            | Trinidad e Tobago                                                                | 4 – 0                                                                            | Cuba                                                                             | Qual. Gold Cup 2025                                                              | -                                                                                |                                                                                  |
| 27-5-2025                                                                        | Londra                                                                           | Giamaica                                                                         | 3 – 2                                                                            | Trinidad e Tobago                                                                | Amichevole                                                                       | -                                                                                | 12’ 67’                                                                          |
| 6-6-2025                                                                         | Port of Spain                                                                    | Trinidad e Tobago                                                                | 6 – 2                                                                            | Saint Kitts e Nevis                                                              | Qual. Mondiali 2026                                                              | -                                                                                |                                                                                  |
| 10-6-2025                                                                        | San José                                                                         | Costa Rica                                                                       | 2 – 1                                                                            | Trinidad e Tobago                                                                | Qual. Mondiali 2026                                                              | -                                                                                | 54’ 70’                                                                          |
| 15-6-2025                                                                        | San Jose                                                                         | Stati Uniti                                                                      | 5 – 0                                                                            | Trinidad e Tobago                                                                | Gold Cup 2025 - 1º turno                                                         | -                                                                                |                                                                                  |
| 19-6-2025                                                                        | Houston                                                                          | Trinidad e Tobago                                                                | 1 – 1                                                                            | Haiti                                                                            | Gold Cup 2025 - 1° turno                                                         | -                                                                                | 56’                                                                              |
| 22-6-2025                                                                        | Paradise                                                                         | Arabia Saudita                                                                   | 1 – 1                                                                            | Trinidad e Tobago                                                                | Gold Cup 2025 - 1º turno                                                         | -                                                                                | 39’ 66’                                                                          |
| Totale                                                                           |                                                                                  | Presenze                                                                         | 21                                                                               |                                                                                  | Reti                                                                             | 0                                                                                |                                                                                  |